# Monti Viphya
I monti Viphya (Viphya Mountains, Viphya Plateau o Viphya Highlands) sono una catena montuosa situata nella Regione Settentrionale del Malawi.

## Geografia
La catena corre lungo le sponde occidentali del lago Malawi, estendendosi per circa 210 km da nord a sud: il monte Champhila (1768 m) ne segna il punto più meridionale, il monte Uzumara (1920 m) quello più settentrionale. Ad ovest si estende la pianura di Mzimba Nella parte settentrionale della catena, circa 40 km a nord di Mzuzu, si trova il monte Chimaliro (2050 m). Il fiume South Rukuru raccoglie le acque della pianura di Mzimba e del versante occidentale della catena, prima di dirigersi verso nord-est e gettarsi nel lago Malawi; la valle del corso inferiore del fiume segna l'estremità settentrionale dei monti Viphya, separandoli dall'altopiano di Nyika, che si estende a nord del fiume. Il versante orientale della catena è drenato dal fiume Luweya e da altri torrenti che sfociano nel lago Malawi.
Le parti settentrionale e meridionale della catena sono separate da una bassa sella di colline. La città di Mzuzu sorge sul versante occidentale di queste colline, che sono attraversate dall'autostrada M5, che collega Mzuzu a Nkhata Bay, sulle sponde del lago.
L'estremità meridionale della catena è attraversata dall'autostrada M1, che attraversa il Paese da nord a sud.

## Flora e fauna
Le comunità floristiche della catena montuosa variano con l'altitudine. Al di sotto dei 1600 metri predomina la boscaglia di miombo, con zone di foresta di pianura e praterie. Sopra i 1600 metri si sviluppano praterie, macchie, foreste e boscaglie di tipo afromontano, con molte specie floristiche distinte da quelle delle pianure sottostanti.
Nella parte meridionale della catena rimangono circa 4500 ettari di foresta pluviale di montagna, soprattutto all'interno della South Viphya Forest Reserve. Tra gli alberi emergenti di questa foresta vi sono Ficalhoa laurifolia e Cryptocarya liebertiana.
Anche sui monti Uzumara e Chimaliro vi sono ancora zone di foresta pluviale di montagna, dominate da Ficalhoa laurifolia e Ocotea spp. e con un fitto sottobosco di arbusti della famiglia delle Acantacee. Il monte Uzumara costituisce il punto più meridionale dell'areale di alcune specie di farfalle, Papilio bromius, P. jacksoni e Charaxes nyikensis.
Le riserve forestali di Mtangatanga e Perekezi, sul versante occidentale delle montagne, proteggono un particolare tipo di miombo di montagna dalla canopia chiusa, dove prevale l'albero Brachystegia taxifolia e nell'umido sottobosco si sviluppano arbusti sempreverdi e muschi. Gli alberi danno sostentamento a una ricca flora di orchidee epifite e licheni.
Le foreste di South Viphya ospitano la più numerosa popolazione di cefalofo rosso (Cephalophus natalensis) del Malawi, oltre a babbuini gialli (Papio cynocephalus), cercopitechi verdi (Chlorocebus pygerythrus), tragelafi striati (Tragelaphus scriptus), potamoceri (Potamochoerus larvatus) e leopardi (Panthera pardus).
Tra gli uccelli qui presenti ricordiamo il francolino squamato (Pternistis squamatus), il picchio oliva (Dendropicos griseocephalus) e l'alarossa di Reichenow (Cryptospiza reichenovii). I monti Viphya segnano il punto meridionale dell'area di varie specie afromontane dell'Africa orientale: alberi e arbusti (Entandrophragma excelsum, Ficalhoa laurifolia e Ocotea usambarensis), uccelli (Onychognathus tenuirostris e Laniarius fuelleborni) e farfalle (Precis sinuata, Heteropsis ubenica, Uranothauma cuneatum e Uranothauma heritsia).

## Le riserve forestali
La South Viphya Forest Reserve, istituita nel 1948, si estende su un'area di 1147,8 km² e copre gran parte della parte meridionale della catena montuosa. Qui si trova la vasta Viphya Plantation, nota anche come foresta di Chikangawa, costituita in gran parte da pini importati. Della riserva fanno parte anche tre enclavi di foresta sempreverde di montagna a Nthungwa (11°40′S 33°49′E, 108 ha, 1600–1800 m), Chamambo (11°50′S 33°50′E 11°50’S 33°50’E, 260 ha, 1600–1800 m) e Kawandama (12°01′S 33°52′E, 75 ha, 1750–1850 m).
Altre riserve forestali sono quelle di Chimaliro e Dwambazi all'estremità meridionale della catena montuosa, Mtangatanga e Perekezi sul versante occidentale della parte meridionale, Ruvuo, Chisahira e Nkhwazi sul versante orientale, Lunyangwa e Kaning'ina nei pressi di Mzuzu, e Uzumara, sul monte omonimo, nella parte settentrionale della catena.

## La Viphya Plantation

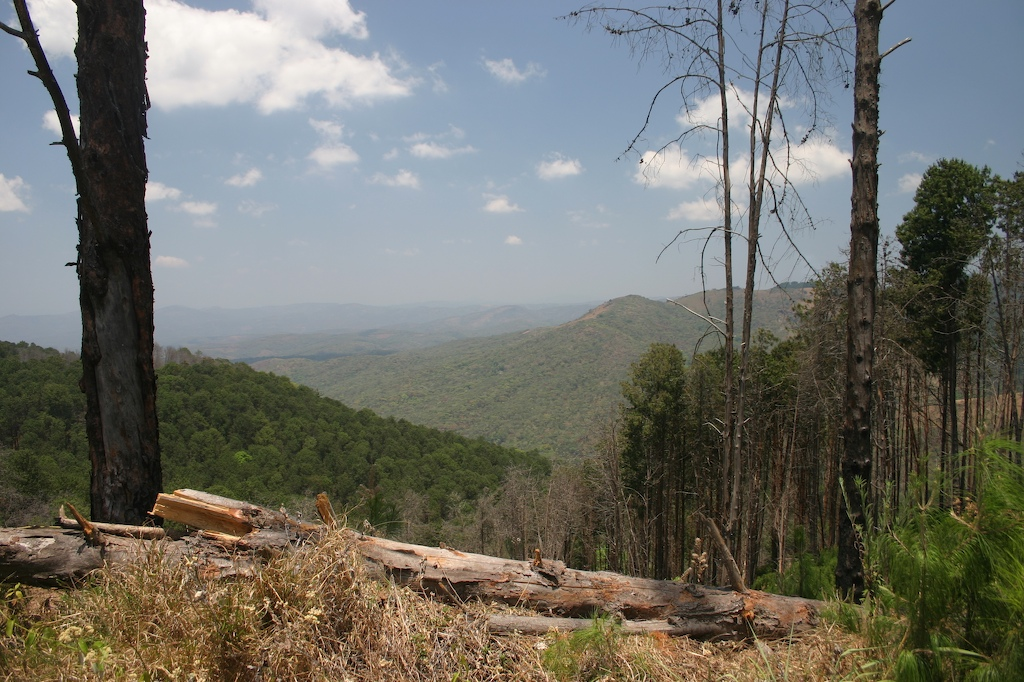
Alberi di pino nella piantagione di Viphya.

A partire dal 1964, nella South Viphya Forest Reserve venne creata una piantagione di pini esotici. Questa era gestita dalla società Viphya Plywood and Allied Industries (VIPLY), di proprietà dello stato, e faceva parte di un progetto voluto dal presidente Hastings Banda per creare un'industria della cellulosa e della carta destinate all'esportazione. La piantagione era la più grande di tutta l'Africa, oltre ad essere la seconda foresta artificiale più estesa del continente. I pini, principalmente Pinus patula, vennero piantati in zone precedentemente ricoperte da praterie di montagna: le enclavi di foresta di montagna originaria furono preservate.
Tuttavia, i progetti per la fabbricazione di polpa di legno per l'esportazione furono abbandonati negli anni '80, a seguito della riduzione della richiesta e della recessione economica. La VIPLY venne privatizzata negli anni '90 e nel 1998 il governo rilasciò alla Raiply Malawi Ltd. una concessione di 15 anni per gestire 20.000 ettari della piantagione. La Raiply gestisce una fabbrica che produce compensato, legname e mobili nella città di Chikangawa, ad ovest della piantagione. I restanti 33.000 ettari furono lasciati in mano ai taglialegna locali per un prelievo sostenibile. I concessionari, tuttavia, reimpiantarono solo pochi alberi e il disboscamento illegale divenne dilagante. Nel 2013, solo il 10% della piantagione era ancora ricoperto da alberi. Il governo del Malawi ha promesso di iniziare un programma di rimboschimento e già nel 2012 era stata rimboscata una superficie di 1600 ettari.